# Furcraea samalana
Furcraea samalana är en sparrisväxtart som beskrevs av William Trelease. Furcraea samalana ingår i släktet Furcraea och familjen sparrisväxter. Inga underarter finns listade i Catalogue of Life.